# ヘイウッド・L・エドワーズ (駆逐艦)
ヘイウッド・L・エドワーズ (USS Heywood L. Edwards, DD-663) は、アメリカ海軍の駆逐艦。フレッチャー級駆逐艦の一隻。艦名は駆逐艦「ルーベン・ジェームズ」 (USS Reuben James, DD-245) の艦長として戦死したヘイウッド・L・エドワーズ少佐にちなむ。

## 艦歴
「ヘイウッド・L・エドワーズ」は1943年7月4日にマサチューセッツ州ボストンのボストン海軍工廠で起工する。1943年10月6日にルイーズ・S・エドワーズ（エドワーズ少佐の母親）によって命名、進水した。
「ヘイウッド・L・エドワーズ」の隣では同型艦「リチャード・P・リアリー」(USS Richard P. Leary, DD-664) も建造されており、こちらも同日進水している。「ヘイウッド・L・エドワーズ」は、1944年1月26日にフレッチャー級駆逐艦の147番艦として艦長J・W・ボールウェア中佐の指揮下で就役した。

### 第二次世界大戦
「ヘイウッド・L・エドワーズ」は2月25日からバミューダ沖で整調を始め、メイン州の沖合で砲撃訓練を行った後太平洋艦隊に合流した。4月16日にボストンを出航しパナマ運河を通過、カリフォルニア州サンディエゴに停泊した後5月8日に真珠湾に到着した。

### マリアナとパラオ
真珠湾で「ヘイウッド・L・エドワーズ」は、リッチモンド・K・ターナー中将の下で第52任務部隊 (Task Force 52, TF 52) の演習に参加した。5月29日に真珠湾からマリアナ諸島へ向けて出航し、輸送グループの護衛隊として活動すると共に、6月15日のサイパンへの最初の上陸において上陸地点の沖合へ哨戒区を設定した。さらに6月21日から30日まで海岸に接近して、前進する海兵隊へ火力支援を提供し、7月2日までその任務を続けた。その後、軽巡洋艦「モントピリア」(USS Montpelier, CL-57) に合流し、マリアナ戦役の一環としてテニアン島を砲撃した。
「ヘイウッド・L・エドワーズ」は7月6日にサイパン島沖で砲撃支援任務へ戻り、翌7月7日の夜には、連合国軍の戦線から分断されて浜辺で孤立した部隊の救出活動に参加する。「ヘイウッド・L・エドワーズ」から降ろされたホエールボートはその岩礁へ4往復して44名の兵員を救出し、近くの歩兵揚陸艇に移送した。7月19日から21日にかけてテニアンへの上陸を支援するためにテニアン島を砲撃した後、「ヘイウッド・L・エドワーズ」は火力支援任務のために再びサイパン島へ戻り、さらに7月30日にはエニウェトク環礁へ向けてマリアナ諸島を出航した。
「ヘイウッド・L・エドワーズ」はペリリューの戦いに参加するため、8月18日に出航してフロリダ諸島で上陸部隊との演習を行い、9月6日にカロリン諸島西方へ向け出航した。9月11日に現地に到着し、より大規模な部隊の周囲で9月13日まで対潜哨戒を継続した後、部隊から分離されて、浜辺に設置されている障害物を除去する水中爆破チーム(Underwater Demolition Team, UDT) を緊密に支援した。9月15日、「ヘイウッド・L・エドワーズ」は照明弾で敵の弾薬庫を破壊した。9月23日の真夜中過ぎ、敵の増援を乗せた艀の集団に遭遇した。主砲から発射した照明弾でそれらを照らし出した後、夜明けまでに上陸用舟艇に支援された艀14隻の戦果を主張し、日本軍部隊の上陸阻止に貢献した。

### フィリピン

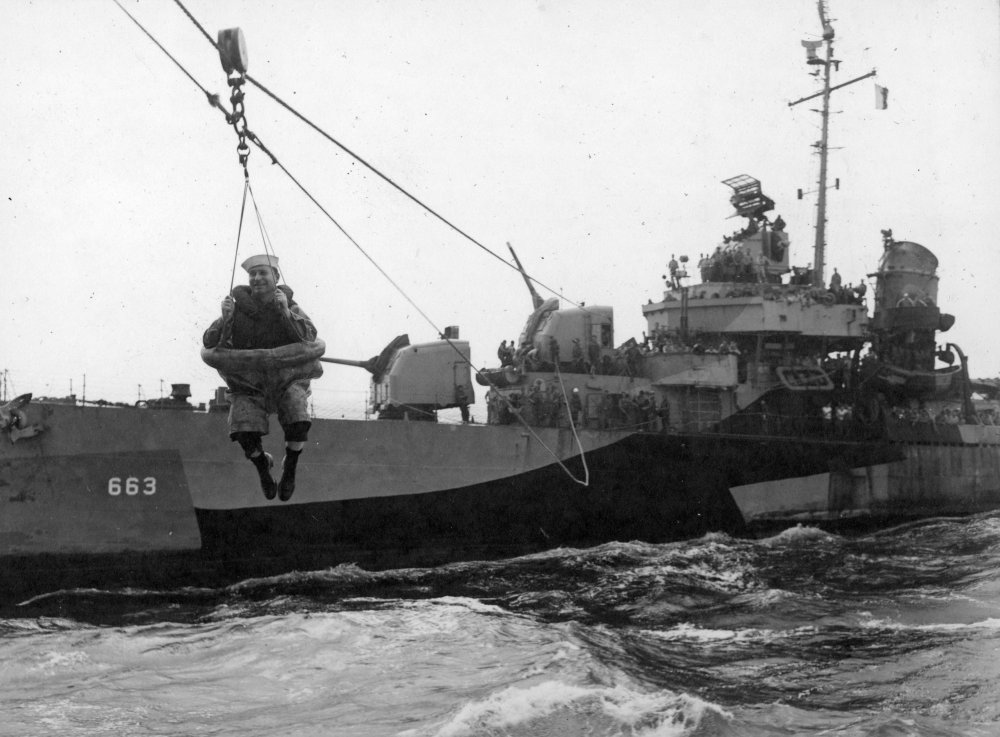
水兵をハイライン移送する「ヘイウッド・L・エドワーズ」。

「ヘイウッド・L・エドワーズ」はアドミラルティ諸島のマヌス島に向かい、10月1日に到着した。 1944年10月12日にレイテ島へ向けて出航し、フィリピンの戦いに参加するため、ジェシー・B・オルデンドルフ少将の火力支援・砲撃グループと合流した。この任務は4日間続き、その間頻繁に空襲を受けた。「ヘイウッド・L・エドワーズ」は、スリガオ海峡海戦のためにオルデンドルフ少将の部隊と再び合流した。
オルデンドルフ少将の部隊がスリガオ海峡の終端で待機していた時、「ヘイウッド・L・エドワーズ」は第56駆逐戦隊 (Destroyer Squadron 56, DesRon 56) の第3分隊を率いて、巡洋艦の隊列の左側面を固めた。魚雷艇と駆逐艦が最初の攻撃を行い、海峡をさらに下った10月25日3時直後、戦隊の僚艦とともに攻撃を命じられた。僚艦「ロイツェ」(USS Leutze, DD-481)「ベニオン」(USS Bennion, DD-662) と共に日本艦隊縦列の左舷側を急速に下ると、魚雷を発射した。駆逐艦「アルバート・W・グラント」(USS Albert W. Grant, DD-649）の損傷と引き換えに、日本海軍の戦艦「山城」に対し2本の命中弾が得られた。この攻撃の後、日本側はオルデンドルフ少将の主力部隊に突入した。駆逐艦が後退するとオルデンドルフ少将の戦艦群が日本艦隊を砲撃し、最終的に駆逐艦「時雨」と後に沈むことになる航空巡洋艦「最上」の2隻だけが逃れ得た。翌朝、「ヘイウッド・L・エドワーズ」は残敵捜索のため巡洋艦隊の艦首左舷方向に占位し、海峡の東側入口を1日哨戒した後、レイテ湾の持ち場へと戻った。
周辺の海域で連合国軍の勝利が揺ぎ無いものになると、「ヘイウッド・L・エドワーズ」は11月25日まで侵攻地域に留まり、湾内の哨戒と海上輸送の保護を行った。11月29日に休息と修理のためマヌス島に到着し、12月15日にはパラオ諸島での演習のために出航した。 1945年1月1日にオルデンドルフ少将のグループと共にルソン島の戦いへ向けて出航した。航海中に「ヘイウッド・L・エドワーズ」は神風特別攻撃隊と交戦し、これらの特攻機のうち2機の撃墜を主張している。1月6日にリンガエン湾へ到着し、その後はUDTの火力支援任務を引き受け、さらに1月9日の上陸に合わせて橋頭堡で上陸部隊を援護するため海岸の標的に砲撃を加えた。これらの任務と船団護衛を1月22日にウルシー環礁に向けて出発するまで続けた。

### 硫黄島と沖縄

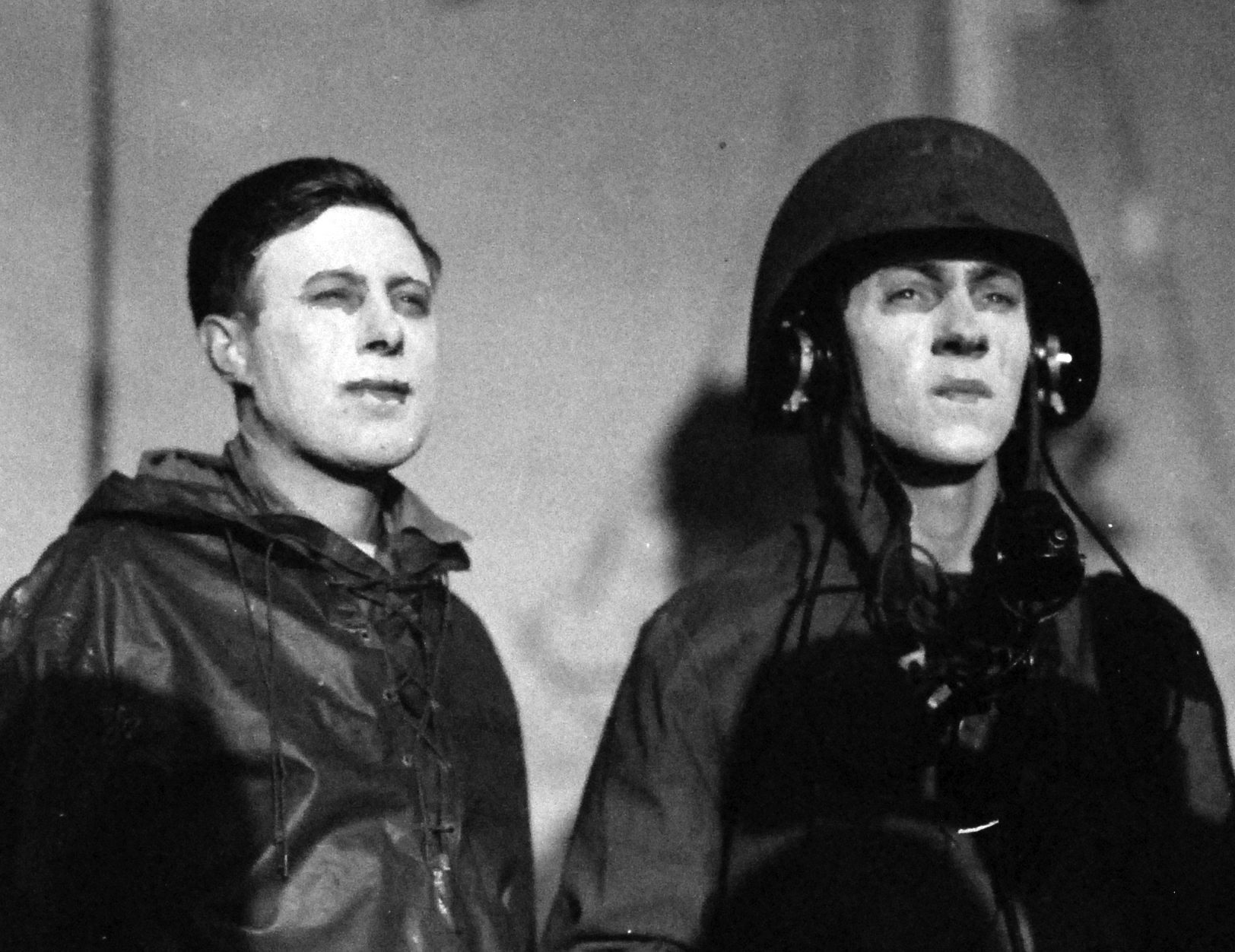
硫黄島の戦いにおいて防炎のため顔面を白く塗った「ヘイウッド・L・エドワーズ」の砲員。1945年2月撮影。

硫黄島は、 B-29による日本本土に対する空襲の重要な基地と見なされていた。「ヘイウッド・L・エドワーズ」は1945年2月12日から14日にかけて行われた上陸演習に参加し、さらに硫黄島への上陸前砲撃中に艦隊を護衛した。硫黄島への上陸が実施される間、2月19日から27日にかけて艦砲射撃支援を行った後、サイパン島に向けて出航した。
「ヘイウッド・L・エドワーズ」はウルシー環礁に戻り、沖縄侵攻のための第54任務部隊 (Task Force 54, TF 54) に加わった。第54任務部隊は3月21日にウルシー環礁を出発し、4日後に到着した「ヘイウッド・L・エドワーズ」はUDT部隊による慶良間諸島の偵察を援護した。3月27日、本格的な上陸の準備として神風特別攻撃隊から艦隊を防護する。 3月30日に沖縄本島へ上陸したUDTを護衛すると共に、同日午後には沿岸部の飛行場を砲撃。4月1日には戦闘地域への砲撃に参加する。続く数週間の陸上戦闘の間、海軍部隊は島を効果的に封鎖して敵の増援を阻止すると共に、地上部隊を砲撃で支援した。「ヘイウッド・L・エドワーズ」と僚艦は複数の空襲を撃退した。5月18日に駆逐艦「ロングショー」(USS Longshaw, DD-559) が座礁事故を起こした時には、「ヘイウッド・L・エドワーズ」は「ロングショー」に砲撃を仕掛けてきた沿岸砲台を破壊した。その後、レイテ湾へ向けて出航する7月28日まで、沖縄沖で火力支援とレーダーピケット任務を続けた。

### 終戦
「ヘイウッド・L・エドワーズ」は8月2日にレイテ島を出航し、サイパン島、エニウェトク環礁で停泊後8月29日に再び出航する。1945年9月6日に大湊に到着、占領任務に従事する。10月22日に同港を出港し帰国の途に就く。真珠湾を経由し、11月10日にシアトルに到着。
1946年7月1日に退役、太平洋予備役艦隊ロングビーチ・グループ入りした。

### 海上自衛隊
「ヘイウッド・L・エドワーズ」は1954年3月8日の日米艦艇貸与協定に基づき、1959年3月10日に僚艦「リチャード・P・リアリー」と共に日本の海上自衛隊に貸与され、以後1960年から15年間海上自衛隊の護衛艦「ありあけ」 (DD-183) として就役した。艦名は有明に由来し、この名を受け継ぐ日本の艦艇としては、旧海軍の春雨型駆逐艦「有明」、初春型駆逐艦「有明」に続き3代目に当たる。
1959年3月10日、米国のロング・ビーチで日本側に引き渡されるとモスボール状態のまま岡田組サルベージの曳船によって曳航されて太平洋を横断し、4月16日に横須賀港に到着した。4月20日に自衛艦旗授与式を行い、正式に自衛艦となった。モスボールの解撤工事は浦賀船渠浦賀造船所で実施され、この工事において5インチ3番砲に加え、20ミリ機銃及び21インチ魚雷発射管を復元性能改善のために全て撤去し、40人収容の実習員講堂を新設、燃料タンクの一部を真水タンクに改造した。これは本型が訓練を主任務としたためで、後に遠洋練習航海に「ありあけ」は3度参加している。なおこの際、「ありあけ」はソナーをQJAに換装した。
「ありあけ」は公試中に主機タービン翼の折損事故を起こし、アメリカから部品を取り寄せる必要があったため、応急修理を行ったうえで1960年3月より慣熟訓練を実施した。部品到着後の4月から本格修理を行ったために就役は遅れ、そのため同型艦の護衛艦「ゆうぐれ」（元リチャード・P・リアリー）が同年5月18日に実施したアメリカへの第4次遠洋練習航海に参加できなかった。「ありあけ」は修理完了後の翌1961年4月21日再就役し、同年6月から開始された第5次遠洋練習航海へ「ゆうぐれ」ら僚艦3隻と参加している。
1959年11月16日、「ゆうぐれ」と第1護衛隊を新編し、横須賀地方隊に編入された。
1960年10月1日には、艦種が貸与当初の「警備艦」から「護衛艦」に変更された。
1961年2月1日、第2護衛隊群が再編され、第1護衛隊が同群隷下に編成替え。
1962年10月から翌年3月にかけて、特別改装工事が施された。前部マストを三脚檣に改め、対空レーダーをSPS-12、対水上レーダーをSPS-10に換装、Mk.37射撃指揮装置のレーダーをMk.25に換装し、後部に新たにMk.57射撃指揮装置を装備した。ソナーはQJAをSQS-4に換装、爆雷投下軌条1基と同投射機（K砲）をすべてを撤去し、代わりにMk.2短魚雷落射機を両舷に装備した。その他、士官室及びCICの改造も行われ、艦橋構造物が拡張された。そのため、艦容は大きく変化した。

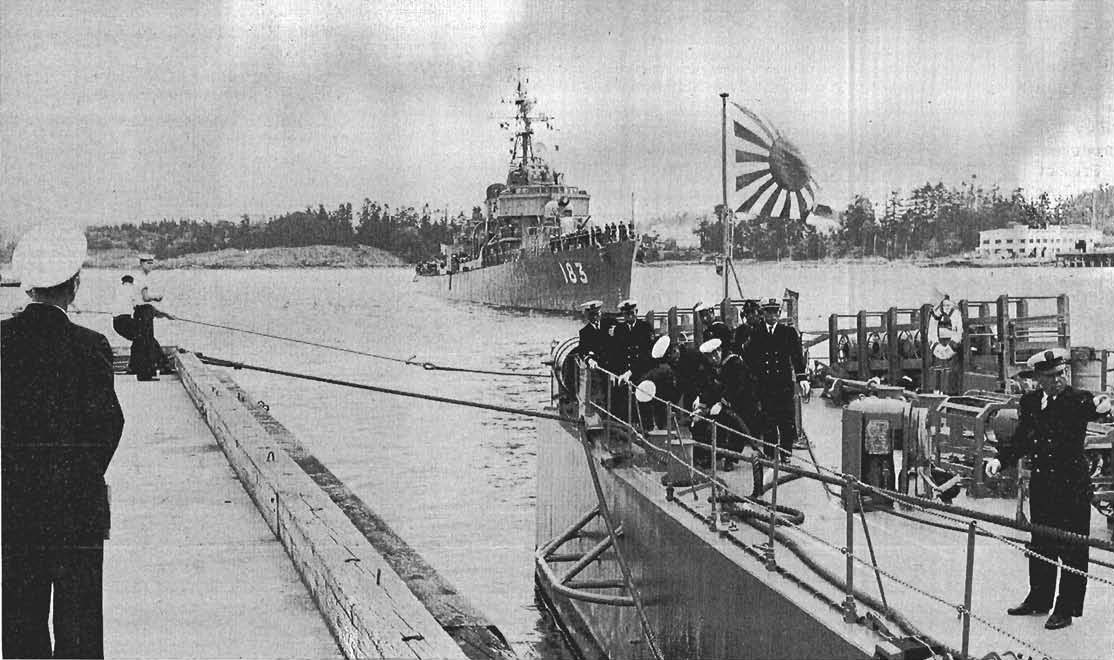
1964年、第8次遠洋練習航海でカナダ・エスクイモルト基地を訪問した「ありあけ」（正面奥)と「ゆうぐれ」 (手前右)。

1963年12月10日、第1護衛隊が廃止となり、練習艦隊第2練習隊に編入。なお、上記の特別改装工事で対潜前投兵器を後日装備としていた「ありあけ」は1964年2月、再改装を行い、5インチ2番砲を撤去し、入手が遅れていたMk-108対潜ロケット発射機（ウェポン・アルファ）を装備した。Mk-108対潜ロケット発射機の発射炎を避けるため、先の特別改装工事で艦橋構造物を60cm高くする改装がなされており、姉妹艦「ゆうぐれ」との大きな差異の一つとなっている。
1970年3月2日、第2練習隊が廃止となり、「ありあけ」は実用実験隊（開発隊群の前身）に編入された。同年3月から防衛庁技術研究本部で開発中の低周波遠距離用の試作バウ・ソナーT-101の実験艦に改造するため、石川島播磨重工業東京第二工場で艦首延長工事に入り、従来の艦首を切断して、新たに新造されたバウ・ソナー用の艦首に改め、全長が5.5m長くなった。これにより5インチ1番砲が撤去され、艦首部の弾薬庫や居住区にもソナー関連機器が収められ、従来の講堂もディーゼル発電機が設置された。これらの改装により排水量は230トン増加した。工事は1971年3月に完成し以後、実用実験に従事した。本艦でテストを重ねたT-101は、後に75式探信儀 OQS-101として装備化され、しらね型護衛艦に搭載されている。
1974年3月9日に「ゆうぐれ」と共に海上自衛隊を退役し、翌3月10日付でアメリカ海軍に返還された。「ありあけ」の後任として1973年12月16日付で護衛艦「ゆきかぜ」（DD-102）が実用実験隊に編入されている。「ありあけ」の艦体は同様に除籍・返還されたあさひ型護衛艦2隻と一緒に横須賀海軍施設で保管されていたが、1976年にスクラップとして台湾へ売却、解体された。

## 栄典
「ヘイウッド・L・エドワーズ」は第二次世界大戦の戦功で7個の従軍星章を受章し、1944年から1945年の上陸戦における功績で海軍殊勲部隊章を受章した。

## 登場作品

### 映画
『殴り込み艦隊』（島津昇一監督、高倉健主演、1960年）
- 架空の日本海軍駆逐艦「黒雲」とその乗員達を題材にした東映制作の戦争映画。海上自衛隊の協力により「ありあけ」時代の本艦を含む艦艇が撮影に使用されている。